# Cahan (Orne)
Cahan ist eine französische Gemeinde mit 162 Einwohnern (Stand 1. Januar 2022) im Département Orne in der Region Normandie.

## Geografie
Cahan liegt 15 Kilometer nordöstlich von Flers und wird vom Noireau durchflossen. Der Fluss fließt durch ein kleines Tal, das von bewaldeten Hängen umgeben wird. Cahan liegt direkt an der Grenze zum Département Calvados und nahe der touristischen Zentren Pont-d’Ouilly und Clécy. Das Dorf liegt am Rand der Normannischen Schweiz.

## Bevölkerungsentwicklung
| Jahr      | 1962 | 1968 | 1975 | 1982 | 1990 | 1999 | 2008 |
| Einwohner | 279  | 250  | 205  | 223  | 211  | 187  | 190  |

## Sport
Der Noireau ist attraktiv für Angler und für Wildwasserfahrer, die ihn bis zum zwei Kilometer entfernten Pont-d’Ouilly hinabfahren können. Zwei größere Wanderwege führen durch das Gemeindegebiet, daneben gibt es zahlreiche kleinere Wege.